# Predrag Matvejević
Predrag Matvejević, né le 7 octobre 1932 à Mostar (Bosnie-Herzégovine, alors en Yougoslavie) et mort le 2 février 2017 à Zagreb (Croatie), est un essayiste yougoslave.
Son œuvre la plus connue est le Bréviaire méditerranéen. Il est naturalisé italien.

## Biographie
Né d'un père russe, né à Odessa et d'une mère croate, née en Herzégovine, alors dans le royaume de Yougoslavie, il se qualifie lui-même d'ethniquement impur et de Yougoslave (et non de Croate).
De 1994 jusqu'en 2007, il a tenu une chaire de slavistique à l'université de Rome « La Sapienza » et a été nommé conseiller pour la Méditerranée dans le « groupe des sages » de la Commission européenne. C'est un militant d'une Yougoslavie unitaire. Il est lauréat du prix Malaparte (1991), du prix européen de l'essai Charles-Veillon (1992) du prix du Meilleur Livre étranger (1993) et du prix Strega (2003). Il est vice-président du PEN Club international de Londres et président de la fondation Laboratorio Mediterraneo de Naples. La croix d'officier de la Légion d'honneur lui a été décernée en 2014.
Ancien professeur de français à l'université de Zagreb, il quitte la Croatie en 1991 au début de la guerre de Yougoslavie qui marque l'éclatement de la Yougoslavie et n'a cessé depuis de lutter contre la guerre et les nationalismes. Depuis, il se partage entre Paris et Rome, « entre asile et exil », comme il le dit lui-même. Il enseigne les littératures slaves à l'université Sorbonne-Nouvelle et à La Sapienza.
Matvejević a été condamné à cinq mois de prison ferme et deux ans avec sursis pour diffamation et injure par le tribunal de première instance de Zagreb (Croatie) le 2 novembre 2005. L'article qui a provoqué la condamnation, intitulé « Nos talibans », était paru en novembre 2001 dans le quotidien Jutarnji List. Matvejević y traitait de « taliban », de « Quisling » et de « responsable des crimes de guerre commis en Bosnie-Herzégovine », le poète et traducteur Mile Pešorda, ancien enseignant universitaire en France de 1990-1994.
Soutenu par de nombreux universitaires et notamment par Claudio Magris (dans le Corriere della Sera), mais aussi par Belgrade, il vit à Rome et bénéficie de la double nationalité, croate et italienne. Il a déclaré qu'il ne ferait pas appel de cette sentence, pour ne pas « légitimer » la décision du tribunal de Zagreb.

## Essais

### En français
- Pour une poétique de l'événement (préface de J.-M. Palmier), Union générale d'éditions, 1979
- Bréviaire méditerranéen, Fayard, 1992 (traduit dans une vingtaine de langues; prix Malaparte, prix du Meilleur livre étranger 1993)[9].
- Épistolaire de l'autre Europe, Fayard, 1993
- De la dissidence, Bussigny, Fondation Charles Veillon, 1996
- Le monde «ex» - Confessions (postface de Robet Bréchon), Fayard, 1996
- La Méditerranée et l’Europe : leçons au Collège de France, Stock, 1999
- Les Seigneurs de la guerre (sous la direction de P. Matvejevitch), Fayard, 1999
- L'Ile-Méditerranée, Actes Sud : Motta, 2000
- L'Autre Venise, Fayard, 2004 (titre original : Druga Venecija, VBZ, Zagreb, 2002, prix Strega 2003)
- Entre asile et exil. Épistolaire russe, Stock, 1995 ; nouvelle édition revue et augmentée sous le titre Entre asile et exil. Sur la Russie de Brejnev à Poutine, Stock, 2008

### En italien
- Epistolario dell’altra Europa (1992)
- Sul Danubio (2001)
- Compendio d'irriverenza (direction Sergej Roić, Lugano, 2001)
- Un'Europa maledetta (2005)
- Il ponte che unisce Oriente e Occidente, dans Se dici guerra umanitaria, (direction Corrado Veneziano et Domenico Gallo, 2005)

### En croate
- Sartre (Zagreb, 1965)
- Razgovori s Krležom (Zagreb, 1969)
- Prema novom kulturnom stvaralaštvu (Zagreb, 1975)
- Književnost i njezina društvena funkcija (Novi Sad, 1977)
- Te vjetrenjače (Zagreb, 1977)
- Jugoslavenstvo danas (Zagreb, 1982)

## Prix et distinctions
- Docteur honoris causa de l'université de Perpignan en 2000[10]
- Prix européen de l'essai Charles Veillon en 1992 pour Bréviaire méditerranéen, Éditions Fayard